# Леммерхирт, Мария Элизабет
Мария Элизабет Леммерхирт (нем. Maria Elisabeth Lämmerhirt / Lemmerhirt; 24 февраля 1644, Эрфурт — 11 мая 1694, Эйзенах) — мать Иоганна Себастьяна Баха.

## Биография
Мария Элизабет родилась в Эрфурте 24 февраля 1644 года и была крещена 26 февраля. Её отец, Валентин Леммерхирт (нем. Valentin Lämmerhirt, ум. 1665), был скорняком; зажиточный и влиятельный человек, впоследствии он стал городским советником Эрфурта.

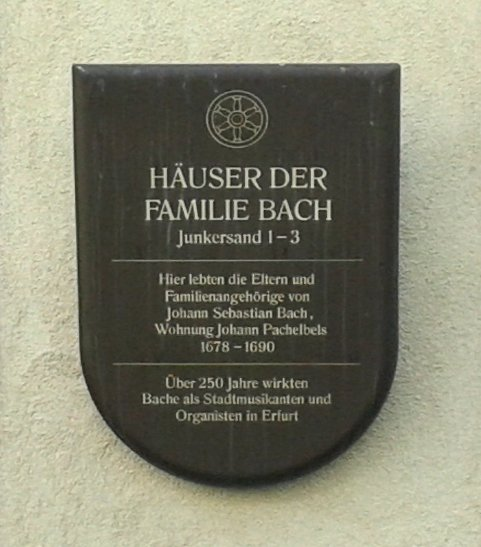
Памятная доска на доме родителей И. С. Баха в Эрфурте

8 апреля 1668 года Мария вышла замуж за Иоганна Амброзиуса Баха (1645—1695). Ранее, в 1638 году, её сводная сестра Хедвиг также вышла замуж за одного из представителей семьи Бахов, Иоганна, приходившегося Иоганну Амброзиусу дядей. Сводная сестра Марии Элизабет, Марта Доротея Леммерхирт, была матерью музыковеда и композитора Иоганна Готфрида Вальтера, с которым Иоганн Себастьян Бах поддерживал общение на протяжении всей жизни.
Бракосочетание Марии Элизабет и Иоганна Амброзиуса состоялось в Кауфманскирхе. Приданое невесты было невелико, однако высокое социальное положение её отца способствовало успешной музыкальной карьере мужа. До сих пор сохранились дома, принадлежавшие семье Бахов, в Эрфурте на улице Юнкерзанд (Junkersand 1-3); молодые супруги жили в доме № 1.
В октябре 1671 года Иоганн Амброзиус получил приглашение занять должность городского музыканта в Эйзенахе, и чета Бахов переселилась туда вместе со своим четырёхмесячным сыном Иоганном Кристофом (их первенец, Иоганн Рудольф, умер в 1670 году в возрасте шести месяцев). С ними отправились также мать Марии Элизабет, Эва Барбара Леммерхирт, и девятнадцатилетняя сестра Иоганна Амброзиуса Доротея Мария, нуждавшаяся из-за проблем с физическим и психическим здоровьем в постоянном уходе. В Эйзенахе у Марии Элизабет родились ещё шестеро детей, в том числе Иоганн Себастьян — восьмой и младший ребёнок в семье.
Иоганн Амброзиус приобрёл в Эйзенахе дом и стал членом городского совета, а также занимался музицированием и преподаванием музыки. В доме Бахов, наряду с членами семьи, жили и его ученики.
В 1694 году Мария Элизабет умерла, оставив троих несовершеннолетних детей (остальные умерли ранее). Через полгода после её смерти Иоганн Амброзиус женился во второй раз, на вдове с двумя детьми. Однако вскоре после заключения брака он заболел и скончался. Иоганна Себастьяна, которому в то время было девять лет, и Иоганна Якоба воспитывал их старший брат Иоганн Кристоф.